# Rhingia laevigata
Rhingia laevigata är en tvåvingeart som beskrevs av Friedrich Hermann Loew 1858. Rhingia laevigata ingår i släktet näbblomflugor, och familjen blomflugor. Inga underarter finns listade i Catalogue of Life.